# 29212 Zeeman
29212 Zeeman (1991 RA41) là một tiểu hành tinh vành đai chính được phát hiện ngày 10 tháng 9 năm 1991 bởi F. Borngen ở Tautenburg.